# Despicable Me 3
Despicable Me 3 (bra: Meu Malvado Favorito 3 ; prt: Gru - O Maldisposto 3) é um filme estadunidense de animação de 2017, dirigido por Pierre Coffin, Kyle Balda e Eric Guillon, e escrito por Cinco Paul e Ken Daurio. É a sequência de Despicable Me 2. É estrelado pelas vozes de Steve Carell, Kristen Wiig, Trey Parker e Miranda Cosgrove.

## Elenco
| Personagem         | Original         | Dublagem              | Dobragem             |
| ------------------ | ---------------- | --------------------- | -------------------- |
| Felonius Gru       | Steve Carell     | Leandro Hassum        | Manuel Marques       |
| Dru Gru            | Steve Carell     | Leandro Hassum        | Manuel Marques       |
| Lucy Wilde Gru     | Kristen Wiig     | Maria Clara Gueiros   | Rita Blanco          |
| Balthazar Bratt    | Trey Parker      | Evandro Mesquita      | Pedro Miguel Ribeiro |
| Margo              | Miranda Cosgrove | Bruna Laynes          | Carolina Salles      |
| Agnes              | Nev Scharrel     | Pamella Rodrigues     | Sara Mestre          |
| Edith              | Dana Gaier       | Ana Elena Bittencourt | Beatriz Monteiro     |
| Valerie Da Vinci   | Jenny Slate      | Marcia Morelli        | Inês Castel-Branco   |
| Silas Bundowski    | Steve Coogan     | Mauro Ramos           | José Jorge Duarte    |
| Fritz              | Steve Coogan     | Márcio Simões         | Aurélio Gomes        |
| Niko               | Adrian Ciscato   | João Victor Granja    | Henrique Mello       |
| Clive              | Andy Nyman       | Cláudio Galvan        | Rui Unas             |
| Marlena Gru        | Julie Andrews    | Marize Motta          | Ermelinda Duarte     |
| Homem com Cicatriz | Michael Beattie  | Rodrigo Lombardi      |                      |
| Menino na TV       | Jude Alpers      | Rafael Lombardi       |                      |

 Dobragem
- Direcção de dobragem: José Jorge Duarte[10]
- Vozes adicionais: Nuno Eiró[3]
- Nicolau Breyner (1940–2016), a primeira voz de Gru, foi substituído por Manuel Marques.[10]

## Recepção
O filme obteve resposta mista dos 198 críticos, tendo 59% de aprovação no site Rotten Tomatoes, com a nota de 5,7/10 e a explicação: "Despicable Me 3 deve manter os fãs da franquia entretidos consistentemente com outra rodada de animação colorida e um pateta - embora um pouco desordenado - humor".

## Bilheteria
Despicable Me 3 foi um sucesso absoluto de bilheteria assim como seus antecessores, arrecadando US$ 72,4 milhões de dólares na sua abertura doméstica. Nos Estados Unidos e Canadá o filme ganhou US$ 264.624.300 e mais US$ 770.175.831 internacionalmente chegando ao total de US$ 1.034.800.131, sendo a segunda maior bilheteria da franquia atrás apenas de Minions (US$ 1,159 bilhão). Foi a quarta maior bilheteria de 2017, e é atualmente a 7° maior bilheteria de uma animação. Além disso a franquia já arrecadou ao todo US$ 3,708 bilhões, sendo a franquia animada de maior bilheteria do cinema.